# Plagiohammus inermis
Plagiohammus inermis är en skalbaggsart som först beskrevs av Thomson 1857.  Plagiohammus inermis ingår i släktet Plagiohammus och familjen långhorningar.
Artens utbredningsområde är Nicaragua. Inga underarter finns listade i Catalogue of Life.